# Giuliano Fiorentino
Giuliano Fiorentino, o Juliá lo Florentí (Poggibonsi, ca. 1395 – ca. 1435), è stato uno scultore italiano.

## Biografia
Di origine toscana, si formò alla scuola di Ghiberti, e la maggior parte degli storici dell'arte lo identifica con Giuliano di Giovanni da Poggibonsi, soprannominato "il facchino", aiutante del Ghiberti dal 1407 per i lavori e le opere della porta nord del battistero di Firenze,  e che, tra il 1410 e il 1412, realizzò una statua per la facciata del duomo di Firenze, oltre a ricevere nel 1422 altre richieste di lavori, non portati a termine.
Inoltre vi fu anche un altro Giuliano Fiorentino il quale, secondo lo storico dell'arte Giorgio Vasari, avrebbe lavorato a Padova tra il 1520 e il 1529.
Giuliano fu molto nel capoluogo toscano, sebbene l’Incoronazione della Vergine in terracotta sul portale anteriore della chiesa di San Egidio, da alcuni riferita a lui, viene oggi considerata opera di Dello Delli.
Nel triennio che va dal 1410 al 1412 produsse, su commissione dell'Opera del duomo, una statua raffigurante un profeta biblico per la facciata del duomo di Firenze.
Però la notorietà di Giuliano è legata soprattutto al suo soggiorno in Spagna, a Valencia, dove è documentata la sua presenza per quasi un decennio, a partire dal 1418.
Proprio sulla penisola iberica Giuliano compì il suo lavoro più significativo: dodici bassorilievi di alabastro, ispirati da vicende tratte dalla Bibbia, collocati sul portale del capitolo della cattedrale di Valencia.
Dal punto di vista artistico, Giuliano si può collocare in quella corrente di scultori del centro Italia operanti in un periodo intermedio fra il naturalismo gotico e il Rinascimento, il cui rappresentante più apprezzato fu Jacopo della Quercia.